# Liolaemus insolitus
Espèce
Liolaemus insolitus est une espèce de sauriens de la famille des Liolaemidae.

## Répartition
Cette espèce est endémique du Sud du Pérou.

## Description
Le statut de cette espèce n'est pas clair.

## Publication originale
- Cei & Péfaur, 1982 : Una nueva especie de Liolaemus (Iguanidae:Squamata): su sistemática, ecología y distribución. Actas del VIII Congreso Latinoamericano de Zoología, vol. 2, p. 573-582.